# Johann Lienhart
Johann "Hans" Lienhart (né le 17 juillet 1960) est un ancien cycliste autrichien. Il participe aux Jeux olympiques d'été de 1980, 1984 et 1988. Il remporte les championnats nationaux autrichiens de course sur route en 1981 et 1983.

## Carrière
Il débute en 1977 aux championnats du monde de cyclisme juniors et termine 32e en course sur route et 1er autrichien. Johann Lienhart est trois fois champion d'Autriche en course sur route, en 1981 avec les amateurs et en 1983 avec les amateurs et les professionnels.
En 1980 et 1985, il remporte Vienne-Rabenstein-Gresten-Vienne (maintenant appelée Uniqa Classic). En 1983, il prend part pour la première fois aux championnats du monde élites et se classe 42e dans la course sur route des amateurs.
En 1987, il remporte le Raiffeisen Grand Prix et la médaille de bronze du contre-la-montre par équipe aux Championnats du monde de cyclisme sur route à Villach avec Helmut Wechselberger, Bernhard Rassinger et Mario Traxl.
Durant sa carrière, Lienhart participe à trois Jeux Olympiques différents, en 1980 à Moscou, en 1984 à Los Angeles et en 1988 à Séoul, sans jamais gagner de médaille. Il remporte également plusieurs étapes du Tour d'Autriche.
Son fils, Florian Lienhart, est aussi coureur cycliste et triathlète,.
En juillet 2020, la Commission autrichienne antidopage (ÖADR), autorité de surveillance de l'Agence nationale antidopage autrichienne (de), annonce que Lienhart est suspendu pour dix ans. Il aurait possédé et transmis de l'EPO, des hormones de croissance et du gel de testostérone à son fils et l'aurait encouragé, guidé et soutenu à commettre des violations à la réglementation antidopage.

## Palmarès
- 1979
  - 3e du Tour du Burgenland
- 1980
  - Vienne-Rabenstein-Gresten-Vienne :
    - Classement général
    - 1re étape
- 1981
  -  Champion d’Autriche sur route
  - Kirschblütenrennen
  - 4e étape du Tour d'Autriche
- 1983
  -  Champion d’Autriche sur route
  - 6e étape du Tour d'Autriche
- 1985
  - 5e étape du Tour d'Autriche
  - 3e du Tour du Burgenland
- 1987
  - Vienne-Rabenstein-Gresten-Vienne
  - 6e étape du Tour d'Autriche
  -  Médaillé de bronze du championnat du monde du contre-la-montre par équipes
- 1988
  - Prologue du Tour d'Autriche
- 1989
  - Tour de Basse-Autriche
- 1990
  - Tour de Basse-Autriche